# ري بالتسريب
الري بالتسريب هي طريقة للرى يتم بها توصيل المياه للنبات وجمع المياه الزائدة وإعادة استخدامها. يستخدم الري بالتسريب لزراعة محاصيل مثل البطاطس والفلفل وقصب السكر في المناطق ذات المياه الوفيرة مثل فلوريدا أو لتشغيل المشاتل التجارية.
بشكل عام هناك ثلاث أنواع اساسية لنظام الري بالتسريب تستخدم في زراعة المشاتل الحسر والتدفق: تملئ الاواني المزروعة عن اخرها ثم يتم صرفها. الحوض: يتدفق الماء من الاواني بشكل مائل قليلا. غمر السطح: ارضية صلبة منحدرة يتم غمرها بالمياه ثم صرفها.
زادت شعبية ري البيوت الزراعية بالتسريب منذ عام 1990م. من مزاياه الحفاظ على المياه والمواد الغذائية وتوفير العمالة. تكلفة المعدات عالية نسبيا والمشاكل المحتملة مثل زيادة المرض بسبب إعادة تدوير المياه بدأ البحث فيها للتو.
واحدة من عيوب نظام الري بالتسريب للصناديق الارضية والآلات الري هي أن الأملاح القابلة للذوبان لا يمكن عزلها في الطبقة السفلى من الأرض وتتراكم بمرور الوقت.